# Felipe Santana
Felipe Augusto Santana, noto come Felipe Santana (Rio Claro, 17 marzo 1986), è un ex calciatore brasiliano, di ruolo difensore.

## Carriera

### Club

#### Figueirense
Difensore centrale, cresce nel Figueirense, e con il club brasiliano gioca 37 partite e segna 5 gol in 2 anni.

#### Borussia Dortmund
Nel 2008 passa al Borussia Dortmund, dove rimane per 5 anni giocando 95 partite di campionato tedesco con 6 gol. Segna il 9 aprile 2013 in Champions League al 93' il gol che permette al Dortmund di battere il Malaga e di qualificarsi per la semifinale. I gialloneri perderanno poi la finale contro il Bayern Monaco.

#### Schalke 04
Il 28 maggio 2013 viene acquistato dallo Schalke 04. Dopo una stagione viene ceduto in prestito ai greci dell'Olympiacos.

## Palmarès

### Club

#### Competizioni nazionali
- Campionato tedesco: 2

Borussia Dortmund: 2010-2011, 2011-2012
- Coppa di Germania: 1

Borussia Dortmund: 2011-2012
- Coppa di Grecia: 1

Olympiakos: 2014-2015
- Campionato greco: 1

Olympiakos: 2014-2015